# Lei de Hess

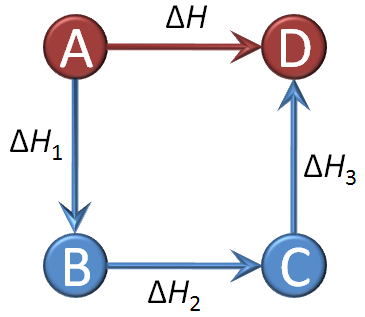
Representação gráfica da lei de Hess. A variação de entalpia (ΔH) produzida pelo processo que leva A diretamente a D é igual a soma das variações entálpicas dos processos A→B, B→C e C→D, que também resultam levar A a D, porém indiretamente.

Em termoquímica, a lei de Hess, proposta pelo químico suíço Germain Henry Hess em 1840, estabelece que a energia não pode ser nem criada nem destruída; somente pode ser trocada de uma forma em outra. A soma de equações químicas pode levar a mesma equação resultante. Se a energia se inclui para cada equação e é somada, o resultado será a energia para a equação resultante
A troca de entalpia de uma reação química que transforma os reagentes em produtos é independente do caminho escolhido para a reação. Isto é chamado função de estado. Em outras palavras, a troca de entalpia que vai ocasionando desde os reagentes aos intermediários A e, posteriormente, aos produtos finais é a mesma que a troca quando se vai dos mesmos reagentes aos componentes intermediários B e aos mesmos produtos finais, e assim pode–se considerar que as equações termoquímicas podem ser somadas como se fossem equações matemáticas (equações algébricas).
O estado padrão corresponde à substância pura em seu estado (físico, alotrópico) mais comum e estável a 25°C e 100 kPa.
Pode ser escrita como:
A variação de entalpia de uma reação química depende apenas dos estados inicial e final, não importando o caminho da reação.
A soma de equações químicas pode levar a mesma equação resultante. Se a energia se inclui para cada equação e é somada, o resultado será a energia para a equação resultante.
Em outras palavras o ΔH de uma reação é igual a soma dos ΔH das etapas em que a reação pode ser desmembrada, mesmo que esse desmembramento seja apenas teórico.
A lei de Hess diz que as trocas de entalpia são aditivas. ΔHneta = ΣΔHr.
Duas regras:
- Se a equação química é invertida, o sinal de ΔH  se inverte também.
- Se os coeficientes são multiplicados, multiplicar  ΔH pelo mesmo fator, ou em outras palavras, multiplicando-se os coeficientes dos reagentes e produtos da equação termoquímica, o valor da variação da entalpia também será multiplicado por esse número.

A lei de Hess permite determinar o ΔH de reações que não ocorrem ou que dificilmente ocorrem na prática, através dos ΔH de outras reações que ocorrem na prática. A maioria dos ΔH de formação são calculados indiretamente pela aplicação da lei de Hess.

## Uso

### Uso típico
Típica tabela para construção de um ciclo de Hess:
| Composto | ΔHfɵ /KJ.mol−1 |
| -------- | -------------- |
| CH4 (g)  | -76            |
| O2 (g)   | 0              |
| CO2 (g)  | -394           |
| H2O (l)  | -296           |

Usando estes dados ΔHfɵ a ΔHcɵ para a reação abaixo pode ser encontrada:
CH4(g)+ 2O2(g) → CO2(g) + 2H2O(l)
ΔHcɵ = (-394+2 x (-286)) - (-76 + 2 x 0)
ΔHcɵ = -966 + 76
ΔHcɵ= -891 KJ.mol-1

### Exemplo
Dados:
- B2O3 (s) + 3 H2O (g) → 3 O2 (g) + B2H6 (g) (ΔH = 25 kJ)
- H2O (l) → H2O (g) (ΔH = 44 kJ)
- H2 (g) + (1/2) O2 (g) → H2O (l) (ΔH = -286 kJ)
- 2 B (s) + 3 H2 (g) → B2H6 (g) (ΔH = 8554 kJ)

Encontrando-se a ΔHf de:
- 2 B (s) + (3/2) O2 (g) → B2O3 (s)

Após a multiplicação e reversão das equações (e suas variações de entalpia), o resultado é:
- B2H6 (g) + 3 O2 (g) → B2O3 (s) + 3 H2O (g) (ΔH = -2035 kJ)
- 3 H2O (g) → 3 H2O (l) (ΔH = -132 kJ)
- 3 H2O (l) → 3 H2 (g) + (3/2) O2 (g) (ΔH = 858 kJ)
- 2 B (s) + 3 H2 (g) → B2H6 (g) (ΔH = 36 kJ)

Adicionando essas equações e cancelando os termos em comum de ambos os lados, tem-se
- 2 B (s) + (3/2) O2 (g) → B2O3 (s) (ΔH = -1273 kJ)